# Gino De Dominicis
Gino De Dominicis (* 1947 in Ancona, Italien; † 29. November 1998 in Rom) war ein umstrittener und mystifizierter Vertreter der italienischen Kunst der 1960er bis 1980er Jahre. Er trat als Maler, Bildhauer, Philosoph und Architekt auf. Seine Kunst hat Anklänge der Arte Povera, der Transavantgarde und gehört auch zur Konzeptkunst, lässt sich aber in ihrer vollständigen Unabhängigkeit tatsächlich kaum einer Bewegung oder Gruppe zuordnen.

## Leben und Werk

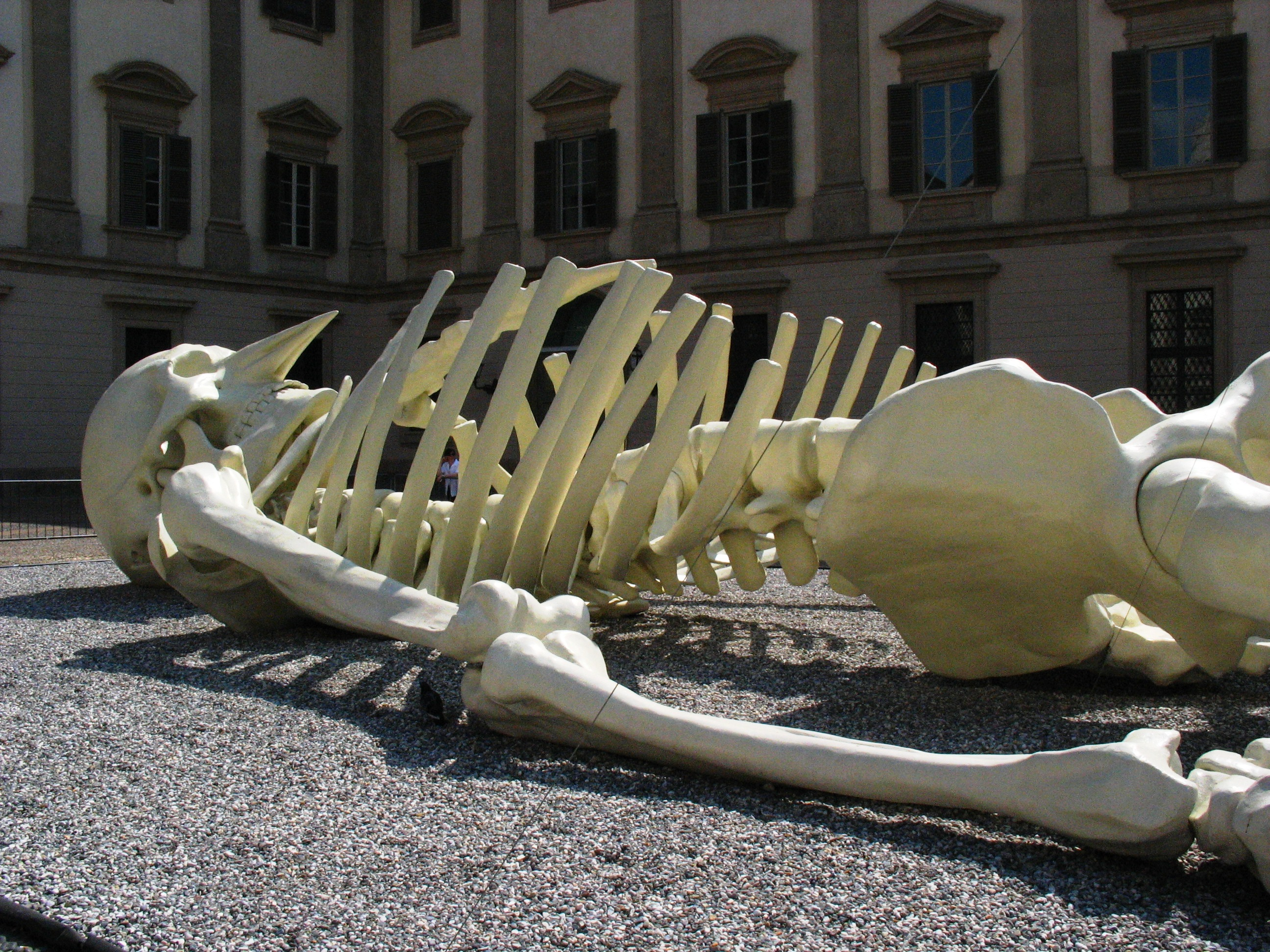
Calamita Cosmica von Gino De Dominicis

De Dominicis studierte am Kunst-Institut in Ancona bei Edgardo Mannucci. Seine erste Einzelausstellung hatte er in Rom der Galleria L’Attico im Jahre 1969.
Er verbrachte eine Zeit auf Reise, bevor er sich 1969 in Rom niederließ. Das Werk von De Dominicis lässt sich in zwei Schaffensperioden unterteilen: die erste zwischen dem Ende der 1960er und dem Ende der 1970er Jahre gehört im weitesten Sinne zur Konzeptkunst, und die zweite Periode zwischen den frühen 1980er Jahren und 1998, dem Jahr seines Todes, gehört der figurativen Malerei.
De Dominicis hatte einen ersten Auftritt auf der Biennale von Venedig im Jahre 1972 mit einem jungen Mann mit Down-Syndrom, den er als ein Element seiner Kunst benutzte. Gino De Dominicis war Teilnehmer der Documenta 5 in Kassel, ebenfalls im Jahre 1972 in der Abteilung Individuelle Mythologien: Selbstdarstellung – Performances – Activities – Changes und Video und auch auf der Documenta 7 im Jahre 1982 als Künstler vertreten. Ebenso war er mehrfacher Teilnehmer der Biennale von Venedig.
Gino De Dominicis lebte ein vielseitiges Leben; er galt als extravaganter Dandy und gleichzeitig als geheimniskrämerischer Einsiedler. Er war in Italien so berühmt, dass er eine ganze Generation italienischer Künstler beeinflusste. Er selbst weigerte sich, nähere Details über sein Leben und sein Werk preiszugeben.
Sein Werk, das aus zahlreichen Gemälden, Zeichnungen und Installationen besteht, setzte sich intensiv mit existentiellen Themen wie Leben, Tod und Unsterblichkeit auseinander. Sein gesamtes künstlerisches Schaffen war ein Kampf gegen den Ablauf der Zeit.